# Astragalus darumbium
Astragalus darumbium là một loài thực vật có hoa trong họ Đậu. Loài này được (Colla) Clos miêu tả khoa học đầu tiên.